# Ischnocampa remissa
Ischnocampa remissa là một loài bướm đêm thuộc phân họ Arctiinae, họ Erebidae.